# Francisco Lombardo
Juan Francisco Lombardo est un footballeur argentin né le 11 juin 1925 à Mendoza et mort le 24 mai 2012. Il évoluait au poste de défenseur.

## Carrière
- 1948-1951 : Newell's Old Boys ( Argentine)
- 1952-1960 : Boca Juniors ( Argentine)
- 1960 : River Plate ( Argentine)[2]

## Palmarès
- Champion d'Argentine en 1954 avec Boca Juniors